# Fordsville
Fordsville é uma cidade localizada no estado americano de Kentucky, no Condado de Ohio.

## Demografia
Segundo o censo americano de 2000, a sua população era de 531 habitantes.
Em 2006, foi estimada uma população de 549, um aumento de 18 (3.4%).

## Geografia
De acordo com o United States Census Bureau tem uma área de
1,2 km², dos quais 1,2 km² cobertos por terra e 0,0 km² cobertos por água. Fordsville localiza-se a aproximadamente 208 m acima do nível do mar.

## Localidades na vizinhança
O diagrama seguinte representa as localidades num raio de 32 km ao redor de Fordsville.